# Interrupce v Albánii
Interrupce v Albánii byly plně legalizovány 7. prosince 1995. Potrat lze provádět na vyžádání až do dvanáctého týdne těhotenství. Ženy musí podstoupit poradenství týden před zákrokem a nemocnice, které provádějí potraty, nesmějí zveřejňovat informace o tom, které ženy ošetřily. 
Během vlády Envera Hodžy měla Albánie natalistickou politiku, která vedla k tomu, že potraty byly prováděny nezákonně nebo si je ženy vyvolávaly samy. Ženy shledané vinnými z přerušení těhotenství byly buď sociálně zahanbeny Albánskou stranou práce nebo poslány pracovat do reedukačního tábora.
Stejně jako v mnoha dalších rozvojových zemích je v této oblasti běžnou praxí pohlavně selektivní potrat. Marjola Rukaj to komentuje slovy: „Pokud jde o muže, je vše v pořádku. Pokud jde o ženu, nastává dilema. V Albánii je selektivní potrat rozšířená praxe. Podle Rady Evropy se v Albánii na každých 100 žen narodí 112 mužů...“
V roce 1989 byl potrat legalizován v případě znásilnění a incestu nebo pokud byla pacientka mladší 16 let. V roce 1991 byl zaveden zákon, který ženám umožňoval ukončit těhotenství z různých důvodů, pokud rada lékařů souhlasila, že to bylo nejlepší rozhodnutí. Zákon z roku 1995 ruší všechny předchozí zákony.
V roce 2010 činila míra potratů 9,2 potratů na 1000 žen ve věku 15–44 let.